# Ray Anderson
Ray Anderson es un trombonista estadounidense de jazz. 

## Biografía
Nacido en el distrito Hyde Park de Chicago, la infancia temprana de Ray Anderson estuvo marcada por al influencia que la música de su padre, poseedor de una gran colección de discos de Swing y Dixieland, ejerció sobre él. Inspirado por Vic Dickenson y Trummy Young, el joven Anderson empezó con el trombón cuando contaba nueve años, período durante el cual devoraría una gran cantidad de música de todo tipo, desde la vocalista de gospel Mahalia Jackson, hasta la obra de Duke Ellington, Charlie Parker, John Coltrane, Archie Shepp, John Cage, the Beatles, James Brown, Sly Stone, Jimi Hendrix, Mozart o los musicales de Broadway. Ya en la universidad estudia con Frank Tirro y Dean Hay, y junto a su compañero de estudios George Lewis se embarca en una serie de colaboraciones con distintos miembros de la Association for the Advancement of Creative Musicians, un colectivo de Chicago del que Anderson y Lewis no tardarían en establecerse como dos de sus miembros cardinales.
Durante su paso por el college, Anderson se traslada sucesivamente a Minnesota y a Los Ángeles, donde toca con diversas bandas de r&b antes de establecerse en San Francisco para pasar a integrar diversas formaciones de funk y latin. Será en California donde Anderson toma contacto brevemente con el saxofonista Dave Murray y el baterista Charles Moffett, pero en 1973, ya en Nueva York, comienza a trabajar con Jimmy Giuffre, Barry Altschul, y -sobre todo- Anthony Braxton y Roscoe Mitchell. Al mismo tiempo participa en las grabaciones de artistas de otros géneros, como el bluesman Luther Allison, el guitarrista Baird Hersey, la banda de funk Hidden Strength, o con la banda de metales Improvising Orchestra. Ya en la década de 1980 el trombonista forma parte de la banda funk Slickaphonics, forma el trío Bass Drum Bone, y desarrolla sus inquietudes en una larga serie de colaboraciones siempre que tienen siempre la experimentación por bandera. Además, trabaja con George Gruntz, con la orquesta de George Russell, con el saxofonista Keshavan Maslak, los bajistas Peter Warren y John Lindberg, con el violonchelista Hank Roberts, con el guitarrista John Scofield, con el multiinstrumentista Henry Threadgill, con los saxofonistas Bennie Wallace y Daniel Schnyder, con el compositor Ryuichi Sakamoto, o con las estrellas del pop-rock Daryl Hall & John Oates.
Durante la década de 1990 se une a la Charlie Haden's Liberation Music Orchestra y a la banda de Dr. John, además de llevar a cabo otras colaboraciones con músicos como Jack Walrath, Bob Nell, Mark Dresser, Pete Levin, Lew Soloff, Lucky Peterson, Barbara Dennerlein, Randy Sandke, Jerome Harris, Don Byron, Marty Erhlich, the Klaus König Orchestra, Carlos Bica, Thomas Gustafson, D.D. Jackson, Andreas Vollenweider o Sam Rivers, además de liderar su Brande International Music Workshop Orchestra (BIMWO). Ya en el siglo XXI, Aderson continúa su interminable serie de colaboraciones al lado de Johnny Ortiz, Tito Nieves, Erika Stucky, Ellery Eskelin, the Ibrahim Electric, Pierre Dørge & the New Jungle Orchestra, Fool Proof, Aaron Neville, David Byrne, Randy Brecker, James Carter, Roseanne Vitro, Kenny Werner o los trombonistas Connie Bauer, Steve Swell, George Lewis, Craig Harris, Gary Valente, además de liderar sus propias bandas de tributo a la música de Nueva Orelans (Alligatory Band y the Pocket Brass Band) y de establecerse como un respetado educador desde 2003, año en el que es nombrado direcotor de Estudios de Jazz de la University of New York, en Stony Brook.

## Estilo y valoración
Compañero y Alumno de George Lewis, a quien reemplazó en la década de 1970 en el cuarteto de Anthony Braxton, la música de Ray Anderson se sitúa entre el jazz, el funk y la música de vanguardia, en un exuberante estilo tailgate a la vieja usanza que sus seguidores encuentran irresistible. 

El músico refleja en su trombón la desinhibición, la exuberancia y el humorismo característicos de los primeros tiempos del jazz, un enfoque que hunde sus raíces en la obra de Lester Bowie, Charles Mingus, Dizzy Gillespie, Roy Eldridge, Fats Waller, Louis Armstrong, Jelly Roll Morton, o Bessie Smith, por nombrar sólo unos pocos. Además de sus exploraciones en los límites tonales y texturales de su instrumento, Anderson ha sido capaz de transferir la técnica polifónica que Dick Griffin desarrolló para el trombón a su propia voz, lo que le permite armonizar simultáneamente las líneas que canta. Con más de 20 álbumes y decenas de colaboraciones en múltiples géneros a sus espaldas, la impresionante carrera de Ray Anderson ha tenido siempre como horizonte su particular devoción a la creatividad musical por encima de géneros y categorizaciones estilísticas. La influencia que han ejercido su música y su figura, así como las innovaciones que ha desarrollado en su instrumento hacen de él una figura única en la historia del trombón.

## Discografía

### Como líder
- Harrisburg Half Life (Moers, 1980)
- Right Down Your Alley (Soul Note, 1984)
- Old Bottles, New Wine (Enja, 1985)
- It Just So Happens (Enja, 1986)
- Blues Bred In The Bone (Enja, 1988)
- What Because (Gramavision, 1989)
- Wishbone (Gramavision, 1991)
- Every One Of Us (Gramavision, 1992)
- Ray Anderson Alligatory Band: Don't Mow Your Lawn (Enja, 1994)
- Heads and Tales (Enja, 1995)
- Funkorific (Enja, 1998)
- Ray Anderson Pocket Brass Band: Where Home Is (Enja, 1998)
- Bonemeal (Raybone Music, 2000)
- Ray Anderson / Ibrahim Electric: Ibrahim Electric Meets Ray Anderson (Sundance, 2005)

### Otros proyectos
- Slickaphonics: Humatonic Energy (Blue Heron Records, 1985)
- BassDrumBone: Wooferlo (Soul Note, 1987)
- Ray Anderson / Craig Harris / George Lewis / Gary Valente : Slideride (Hat Hut, 1994)
- Ray Anderson / Han Bennink / Christy Doran : Azurety (Hat Art, 1994)
- Ray Anderson / Han Bennink / Christy Doran : Cheer Up (Hat Art, 1995)
- Bobby Previte & Bump: Just Add Water (Palmetto, 2001)